# 熊谷真菜
熊谷 真菜（くまがい まな、1961年10月14日 - ）は、日本の生活文化研究家、食文化研究家、日本コナモン協会会長、フードマーケティングデザイナー。一般社団法人全日本・食学会理事。

## 来歴

### タコヤキストになるまで
兵庫県西宮市出身。地元西宮では、たこ焼きといえば明石焼き（あかしやき、地元では玉子焼、卵焼きと呼ぶことが多い）のことであった。子どものころ、大阪の屋台で初めてソース味のたこ焼きを食べて驚愕。大阪のたこ焼きと明石焼きの違いに素朴な疑問を感じ、たこ焼きに興味を持つ。これが後年、日本文化・生活文化の研究テーマとして、食文化としてのたこ焼き研究に挑む契機となった。
高校時代から、京都学派の拠点のひとつでもある社団法人現代風俗研究会（1976年9月発足、初代会長・桑原武夫）に所属していた。同研究会の桑原武夫、多田道太郎、鶴見俊輔らに師事し、たこ焼き研究を志すことになった（熊谷は後年、多田道太郎を恩師と呼んでいる）。社団法人現代風俗研究会では事務局を担当した。
それまで、たこ焼きについての本格的な研究はなされていなかったため、文献・資料などはほとんどなく、地道なフィールドワーク・取材をこなし、立命館大学産業社会学部の卒業論文「現代食事文化論-大阪文化としてのたこやきとその象徴的意味論のための一考察」をまとめる。
立命館大学卒業後は同志社大学大学院に進学し、同時に結婚（23歳）。1993年、10年間のフィールドワークをまとめた著書『たこやき』をリブロポートから出版。同年、東京都渋谷区を中心に『京たこ』騒動（渋谷公園通りのたこ焼き屋「京たこ」「京風たこ焼き亭」などによる、俗に「渋谷たこ焼き戦争」と呼ばれる争い）を震源とする全国的なたこ焼きブームが起きた。また、翌年の関西空港開港で大阪は全国から注目を浴びており、大阪ブームに火が付く頃でもあり、『たこやき』は各界から注目されて評判を呼んだ。同書は、現代風俗研究会の橋本峰雄賞を受賞した。
「築地銀だこ」など大手たこ焼きチェーン店（フランチャイズ店）が続々と誕生し、また冷凍たこ焼きなどの販売も盛んとなったため、執筆、講演、シンポジウムのパネリスト依頼などが相次ぎ、各地のたこ焼きやコナモン料理を食べ歩きつつ、仕事をこなした。また1995年には、自ら作詞作曲した『たこやき音頭』など、たこ焼きの曲ばかりを集めたCDアルバム『たこやき』を発表して話題を呼んだ。また、自らをタコヤキストと称し、ウェブサイト「たこやき研究家 熊谷真菜のページ」を立ち上げた。

### コナモン協会設立以後
2002年10月頃、日本コナモン協会設立を思い立ち、準備を開始した。設立動機として、後に友人から「なぜ大阪にたこ焼き博物館がないのでしょうか」とのメールを受け取ったからだと明かしている。2003年3月7日、コナを挽く・練る・加熱のプロセスを知るための、子ども連れの家族にも楽しめる協会設立記念プレ・イベント「親子でたこ焼き塾〜粉を挽くところからはじめよう」（第1回ワークショップ）を大阪市中央区のキリンプラザ大阪で開催。同時に語呂合わせで5月7日を「コナモンの日」とし、日本記念日協会（長野県佐久市）から記念日認定を受けた。同年5月7日には東京都豊島区東池袋の speakeasy （スピーキージー）において記念イベントを催し、この日を協会の発足日とした。協会の役員には、大阪大学浪花文化研究会顧問の阿部未奈子、民族学者の石毛直道のほか、民俗学者、料理研究家、料理評論家、文化プロデューサー、編集者、医者など、文化人、学者、業界関係者を理事に据えた。
同年9月1日に協会公式サイトを立ち上げ、12月22日に専用掲示板 (BBS)「こなもん食堂」（現・コナモン掲示板）を開設。熊谷は「『偉大なるコナモン』の魅力を“オモシロまじめ”に考える民間道楽団体」と称し、協会を関西のみならず信州の「お焼き」や大分の「団子汁」など郷土料理にまで手を広げて研究し、粉食文化を振興する拠点とした。
協会の設立と並行して、2003年9月には『大阪たこ焼33ヵ所めぐり』（2003年度版）を西日本出版社（社長・内山正之）から出版。単なるたこ焼き屋の紹介ではなく、たこ焼き屋の立地条件、店の経営者のプロフィールなどを丹念に辿りつつ、たこ焼き文化から、たこ焼きの歴史まで目配りし、巡礼になぞらえた遊び心のある本にまとめ、熊谷真菜20年間の取材を集大成したものとなった。発売直後の週は、大阪駅・紀伊国屋書店梅田本店で、単行本全体で11位、実用書部門で1位となるなど、売れ行きは好調であった。熊谷のたこ焼き取材歴は20年をこえ、協会設立三年後に大阪で世界コナモン博覧会を、そして設立十年後にはコナモンミュージアム設立に向けた活動を宣言した。
2004年3月4日、道頓堀のキリンプラザ大阪で日本コナモン協会第一回総会を開催。2005年には世界コナモン博覧会ではなく、「日本全国コナモンまつり2005」と題したイベントを大阪・なんばグランド花月前で開催。2006年4月、同協会主催で、コナモンの可能性を広げるため、高校生を対象に創作料理のレシピを競う「高校生創作コナモンバトル」を開催し、グランプリ（最優秀作）は長野県須坂高校のリンゴを蕎麦がきでくるんで揚げてつくる「産地直送! もぎたてりんご」に決定。大阪府吹田市の千里万博公園にある「大阪ガス 生活誕生館ディリパ」にて開催した「日本全国コナモンまつり2006」会場でお披露目会を行なった。2006年の「コナモンまつり」開催にあわせて協会公式サイトをリニューアルすると同時に、自身のブログ『コナモン日記』を日本コナモン協会公式サイトへと移動した。ラーメン連、鉄板連、など協会認定「連」も少しずつ増え、公式サイトを持つ連も登場している。

## 著作

### 著書・編著書・監修書
- 1993年6月 『たこやき』リブロポート ISBN 4-8457-0828-0
- 1996年1月 『たこやきの正しい食べ方』（『ゴマブックス』）、ごま書房、ISBN 4-341-01701-2
- 1998年5月 『たこやき 大阪発おいしい粉物大研究』（『講談社文庫』）、講談社、ISBN 4-06-263800-2
  - リブロポート1993年刊の増補
- 1998年11月 熊谷真菜監修『大阪新発見散歩』（『旅の森』）、昭文社、ISBN 4-398-13187-6
- 2000年9月 熊谷真菜著、シノハラガク絵『たこやきのナゾ』草土文化、ISBN 4-7945-0799-2
  - マンガ入り、ルビ付きの子ども向け書籍
- 2001年1月 熊谷真菜監修『大阪新発見散歩』（『旅の森』）、昭文社、ISBN 4-398-13318-6
- 2001年4月 熊谷真菜、日本ふりかけ懇話会著『ふりかけ 日本の食と思想』学陽書房、ISBN 4-313-86302-8
  - ふりかけ年表: p247-254
- 2003年5月 熊谷真菜著、ハリー中西写真『大阪たこ焼33ヵ所めぐり』2003年度版、西日本出版社、ISBN 4-901908-02-2
- 2007年9月 『「粉もん」庶民の食文化』朝日新書、ISBN 4-02-273165-6
- 2008年5月 『楽しくつくろう たこ焼き いろいろレシピ』雄鶏社、ISBN 4-277-66158-0
- 2010年9月 『てっぱん屋台（CIRCUS 2010年10月号増刊）』KKベストセラーズ

### 共著
- 1994年8月 石井晃編著『100%大阪人 決定版!「大阪学」10連発』リバティ書房、ISBN 4-947629-64-9
- 1996年4月 オタフクソース、河野信夫ほか編、監修:藤中義治『TAKOLOGY タコロジー たこ焼の話をしよう 』オタフクソース、（非売品）[11]
- 1996年7月 トラベルジャーナル出版事業部編『大阪路線バスの旅』（『TRAJAL Books』）、トラベルジャーナル、ISBN 4-89559-364-9
- 1996年7月 トラベルジャーナル出版事業部編『京都路線バスの旅』（『TRAJAL Books』）、トラベルジャーナル、ISBN 4-89559-365-7
- 2002年2月 月刊『大阪人』2002年3月号、大阪都市協会[12]
  - 「たこやきトーク 初めに、たこやきありき」（寄稿: タコヤキスト・食文化研究家 熊谷真菜）所収
- 2003年9月 石井晃著『100%大阪人 なんでもアンチになる理由』（『幻冬舎文庫』）、幻冬舎、ISBN 4-344-40425-4
  - 第8章「たこやきに捧げる愛」を執筆
- 2004年1月 学芸総合誌・季刊『環』【歴史・環境・文明】Vol.16（特集: 「食」とは何か）、藤原書店、ISBN 4-89434-371-1[13]
  - コラム「B級グルメ たこ焼きの誕生と日本の食文化」を執筆

### 現代風俗研究会
（現代風俗研究会年報『現代風俗』執筆記事）
- 1985年 『現代風俗』
  - 「文化としてのたこやき」 熊谷真菜
- 1990年 『貧乏 現代風俗』
  - 「食のダウンアップ変貌する『ごちそう観』」 熊谷真菜with橋爪紳也
  - 「代用食の味わい」 熊谷真菜
- 1991年 『現代遺跡』
  - 「現代遺跡の最高峰『太陽の塔』と岡本太郎」 熊谷真菜・山脇文子
  - 「高坂貞男のエキスポ・ウエディング」 鵜飼正樹・熊谷真菜
  - 「まさに花のある人生 コンパニオン藤原恵美子」 熊谷真菜
  - 「ハンパクと鈴木マサホ」 石井素子・熊谷真菜・野口良平
- 1992年 『恋愛空間』
  - 「毎日がハネムーン」 熊谷真菜+松本佳子
  - 「『変わる』ための恋愛 エッチおじさんへの独り言」 熊谷真菜
- 1995年 『もてへん男』
  - 「いつも心にダンディなブ男を」 熊谷真菜
- 1996年 『脳内グルメ』
  - 「たこ焼きから人絹まで」 熊谷真菜
  - 「現風研の今後を予感する このあたりの者でござる」 鶴見俊輔・多田道太郎・高橋千鶴子・熊谷真菜
- 2005年『興業 イッツ・ショウタイム!』新宿書房、ISBN 4-88008-330-5
  - 「歌って踊る歌手になる」 熊谷真菜

## 出演

### テレビ
- にんげんマップ（NHK） - キャスター
- ポルポ（2020年1月11日、テレビ朝日）

## CD
- 1995年6月21日 熊谷真菜&たこやきシスターズ『たこやき』NA‐NECアベニユー、NACL-1183
  - 曲目: たこやき音頭、たこやきできた、たこやき天国、たこやきの季節、ぼんさん・たこやき、明石海峡・恋の味、愛しのたこやき、たこやきロックンロール、踊れ!たこやきマン、ごきげんパワーだ!たこやきマン、ボョョン日和、たこやき音頭（レゲエヴァージョン）